# Gabi Caschili
Gabrielle (Gabi) Caschili (14 juli 2003) is een Nederlands-Italiaans voetballer die als middenvelder voor SC Cambuur heeft gespeeld.

## Clubcarrière

### PEC Zwolle
In september 2019 tekende hij zijn eerste contract tot medio 2022. Vanaf dat moment trainde hij mee met de hoofdmacht van de club. In december 2021 maakte hij zijn debuut in de bekerwedstrijd tegen MVV Maastricht. 

### Cambuur
In 2023 maakte hij de overstap naar SC Cambuur, hij ondertekende een contract voor twee seizoenen bij de club uit Leeuwarden. Voor Cambuur speelde Caschili 18 wedstrijden en wist hij 1 doelpunt te scoren. 

#### Geweldsincident
Eind juni 2025 speelde Caschili een opmerkelijke rol als supporter bij een amateurwedstrijd tussen FC Surhústerfean en WKE '16. Uit camerabeelden bleek dat hij meerdere rake klappen had uitgedeeld tijdens een massale vechtpartij in Assen. Hoewel hij dit zelf ontkende, besloot Cambuur daarop definitief af te zien van een al voorbereide contractverlenging.

## Carrièrestatistieken
| Seizoen                    | Club            | Land            | Competitie      | Competitie | Competitie | Beker | Beker | Internationaal | Internationaal | Overig | Overig | Totaal | Totaal |
| Seizoen                    | Club            | Land            | Competitie      | Wed.       | Dlp.       | Wed.  | Dlp.  | Wed.           | Dlp.           | Wed.   | Dlp.   | Wed.   | Dlp.   |
| -------------------------- | --------------- | --------------- | --------------- | ---------- | ---------- | ----- | ----- | -------------- | -------------- | ------ | ------ | ------ | ------ |
| 2021/22                    | PEC Zwolle      | Nederland       | Eredivisie      | 1          | 0          | 1     | 0     | –              | –              | 0      | 0      | 2      | 0      |
| 2022/23                    | PEC Zwolle      | Nederland       | Eerste divisie  | 13         | 1          | 2     | 0     | –              | –              | 0      | 0      | 15     | 1      |
| 2023/24                    | SC Cambuur      | Nederland       | Eerste divisie  | 17         | 1          | 1     | 0     | –              | –              | 0      | 0      | 18     | 1      |
| Carrière totaal            | Carrière totaal | Carrière totaal | Carrière totaal | 31         | 2          | 4     | 0     | 0              | 0              | 0      | 0      | 35     | 2      |
| Bijgewerkt tot 8 juli 2025 |                 |                 |                 |            |            |       |       |                |                |        |        |        |        |

## Interlandcarrière
Nederland onder 19
Op 6 oktober 2021 debuteerde Caschili in het Nederland –19, tijdens een vriendschappelijk duel tegen Portugal –19. De wedstrijd eindigde in 3–1.
| Interlands van Gabi Caschili voor Nederland –19 | Interlands van Gabi Caschili voor Nederland –19 | Interlands van Gabi Caschili voor Nederland –19 | Interlands van Gabi Caschili voor Nederland –19 | Interlands van Gabi Caschili voor Nederland –19 | Interlands van Gabi Caschili voor Nederland –19 |
| ?                                               | Datum                                           | Wedstrijd                                       | Uitslag                                         | Soort wedstrijd                                 | Doelpunten                                      |
| Als speler bij PEC Zwolle                       | Als speler bij PEC Zwolle                       | Als speler bij PEC Zwolle                       | Als speler bij PEC Zwolle                       | Als speler bij PEC Zwolle                       | Als speler bij PEC Zwolle                       |
| ----------------------------------------------- | ----------------------------------------------- | ----------------------------------------------- | ----------------------------------------------- | ----------------------------------------------- | ----------------------------------------------- |
| 1.                                              | 6 oktober 2021                                  | Nederland – Portugal                            | 3 – 1                                           | Vriendschappelijk                               | 0                                               |
| 2.                                              | 9 oktober 2021                                  | Slowakije – Nederland                           | 2 – 1                                           | Vriendschappelijk                               | 0                                               |
| 3.                                              | 10 november 2021                                | Nederland – Moldavië                            | 4 – 0                                           | Kwalificatie EK 2022 –19                        | 0                                               |
| 4.                                              | 1 juni 2022                                     | Nederland – Servië                              | 1 – 2                                           | Kwalificatie EK 2022 –19                        | 0                                               |
| 5.                                              | 4 juni 2022                                     | Nederland – Noorwegen                           | 1 – 1                                           | Kwalificatie EK 2022 –19                        | 0                                               |

Nederland onder 17
Op 17 september 2019 debuteerde Caschili in het Nederland –17, tijdens een vriendschappelijk duel tegen Frankrijk –17. De wedstrijd eindigde in 2–0.
| Interlands van Gabi Caschili voor Nederland –17 | Interlands van Gabi Caschili voor Nederland –17 | Interlands van Gabi Caschili voor Nederland –17 | Interlands van Gabi Caschili voor Nederland –17 | Interlands van Gabi Caschili voor Nederland –17 | Interlands van Gabi Caschili voor Nederland –17 |
| ?                                               | Datum                                           | Wedstrijd                                       | Uitslag                                         | Soort wedstrijd                                 | Doelpunten                                      |
| Als speler bij PEC Zwolle                       | Als speler bij PEC Zwolle                       | Als speler bij PEC Zwolle                       | Als speler bij PEC Zwolle                       | Als speler bij PEC Zwolle                       | Als speler bij PEC Zwolle                       |
| ----------------------------------------------- | ----------------------------------------------- | ----------------------------------------------- | ----------------------------------------------- | ----------------------------------------------- | ----------------------------------------------- |
| 1.                                              | 17 september 2019                               | Nederland – Frankrijk                           | 2 – 0                                           | Vriendschappelijk                               | 0                                               |
| 2.                                              | 19 september 2019                               | Nederland – Frankrijk                           | 1 – 0                                           | Vriendschappelijk                               | 0                                               |
| 3.                                              | 9 oktober 2019                                  | Nederland – Kosovo                              | 1 – 1                                           | Kwalificatie EK 2020 –17                        | 0                                               |
| 4.                                              | 12 oktober 2019                                 | Nederland – Wales                               | 2 – 1                                           | Kwalificatie EK 2020 –17                        | 0                                               |
| 5.                                              | 15 oktober 2019                                 | Slovenië – Nederland                            | 0 – 1                                           | Kwalificatie EK 2020 –17                        | 0                                               |
| 6.                                              | 14 november 2019                                | Nederland – Verenigde Staten                    | 3 – 3                                           | Vriendschappelijk                               | 0                                               |
| 7.                                              | 18 november 2019                                | Verenigde Staten – Nederland                    | 2 – 2                                           | Vriendschappelijk                               | 0                                               |

Nederland onder 16
Op 9 februari 2019 debuteerde Caschili in het Nederland –16, tijdens een vriendschappelijk duel tegen Portugal –16. De wedstrijd eindigde in 0–1.
| Interlands van Gabi Caschili voor Nederland –16 | Interlands van Gabi Caschili voor Nederland –16 | Interlands van Gabi Caschili voor Nederland –16 | Interlands van Gabi Caschili voor Nederland –16 | Interlands van Gabi Caschili voor Nederland –16 | Interlands van Gabi Caschili voor Nederland –16 |
| ?                                               | Datum                                           | Wedstrijd                                       | Uitslag                                         | Soort wedstrijd                                 | Doelpunten                                      |
| Als speler bij PEC Zwolle                       | Als speler bij PEC Zwolle                       | Als speler bij PEC Zwolle                       | Als speler bij PEC Zwolle                       | Als speler bij PEC Zwolle                       | Als speler bij PEC Zwolle                       |
| ----------------------------------------------- | ----------------------------------------------- | ----------------------------------------------- | ----------------------------------------------- | ----------------------------------------------- | ----------------------------------------------- |
| 1.                                              | 9 februari 2019                                 | Portugal – Nederland                            | 1 – 0                                           | Vriendschappelijk                               | 0                                               |
| 2.                                              | 11 februari 2019                                | Nederland – Argentinië                          | 1 – 3                                           | Vriendschappelijk                               | 0                                               |
| 3.                                              | 18 april 2019                                   | Nederland – Italië                              | 4 – 2                                           | Vriendschappelijk                               | 0                                               |